# Somalijska nogometna reprezentacija
Somalijska nogometna reprezentacija predstavlja državu Somaliju u međunarodnom nogometu. Krovna organizacija je Somalijski nogometni savez koji je član CAF-a.
Domaće utakmice igraju na Mogadiškom stadionu. Nisu se uspjeli plasirati niti na jedno izdanje Afričkog kupa nacija.

## Vanjske poveznice
- FIFA - Somalija (engl.)
- Popis međunarodnih susreta na RSSSF-u (engl.)